# Óscar Romero

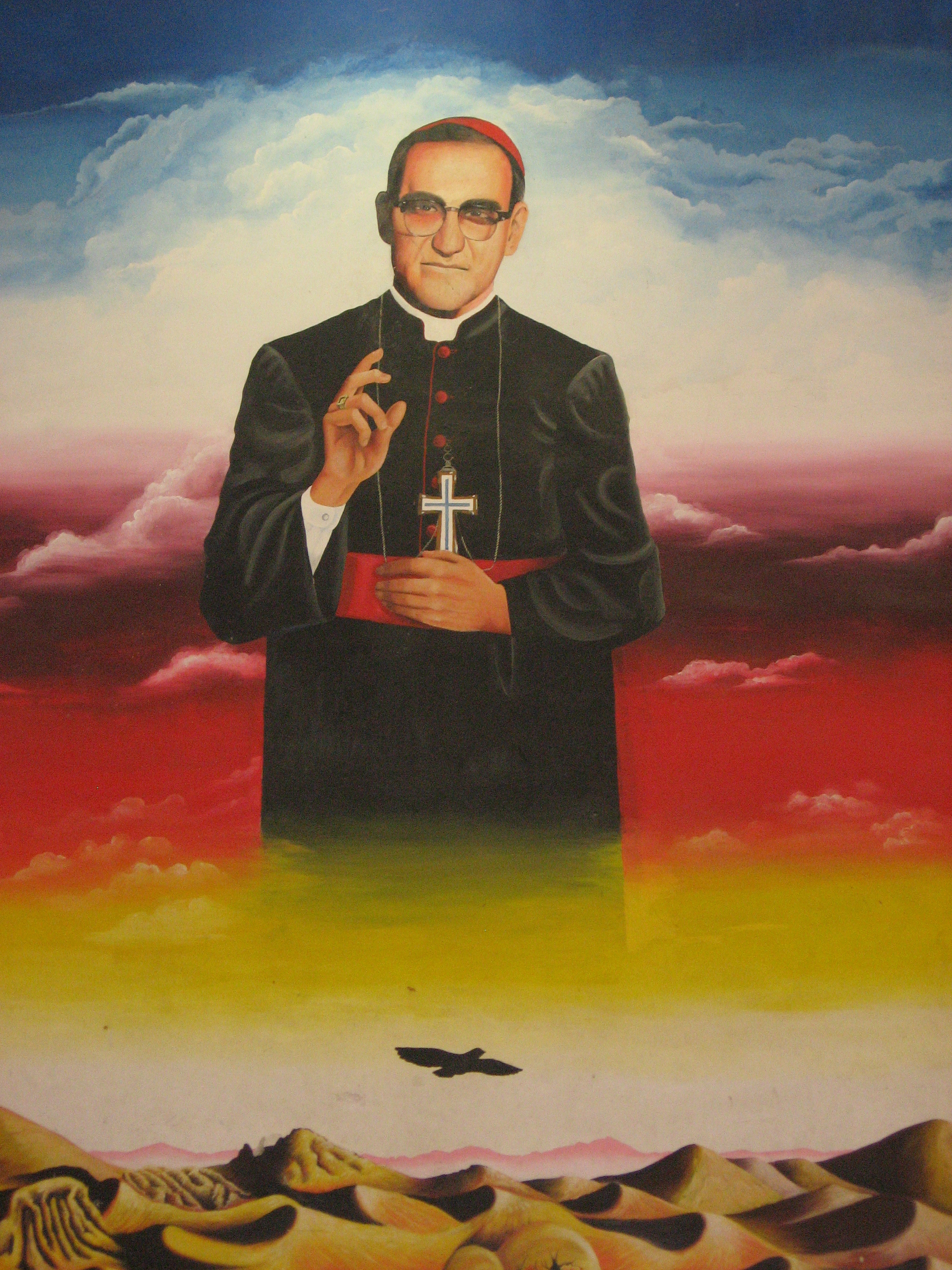
Óscar Romero, pictură murală la Universitatea din El Salvador, clădirea Facultății de Drept și Științe Sociale

Óscar Arnulfo Romero y Galdámez (n. 15 august 1917, Ciudad Barrios, El Salvador - d. 24 martie 1980, San Salvador) a fost un arhiepiscop catolic de El Salvador, promotor al dreptății sociale și critic al Juntei Militare. În anul 1980, după lovitura militară de stat, a fost executat de un „escadron al morții” în timp ce oficia slujba în capela unui spital.
La înmormântarea lui Oscar Romero, la care au participat circa un milion de oameni, a avut loc un masacru în care au fost ucise peste 40 de persoane. În războiul civil care a urmat, război care a durat până în 1992, au murit peste 75.000 de persoane, dintre care 70.000 de civili.
Ultima scrisoare pe care a scris-o, găsită pe birou după uciderea sa, a fost adresată episcopului brazilian Pedro Casaldáliga. Acesta a scris încă în același an, 1980, poemul „Sfântul Romero al Americii, păstor și martir”, care se încheie cu cuvintele
„Nimeni
nu va aduce la tăcere
predica ta ultimă.”—
Demersul de beatificare a lui Romero a trenat timp de 35 de ani, în timpul pontificatelor papilor Ioan Paul al II-lea și Benedict al XVI-lea.
A fost beatificat de papa Francisc în data de 23 mai 2015 și canonizat de același papă în data de 14 octombrie 2018.